# Wat Ratchaburana
Wat Ratchaburana (in thai: วัดราชบูรณะ) è un tempio buddista della Thailandia situato nel parco storico di Ayutthaya, nelle immediate vicinanze, a nord, di Wat Mahathat. Il prang principale del tempio è uno dei più apprezzabili della città antica.

## Storia
Wat Ratchaburana fu costruito per ordine di re Borommaracha II del Regno di Ayutthaya nel 1424 per la cerimonia di cremazione dei fratelli Phraya Ay e Phraya Yi. Borommaracha II era salito al trono dopo che i fratelli si erano uccisi a vicenda in un duello per stabilire chi dovesse essere il successore del padre Intharacha. I chedi Ay e Yi che si trovano di fronte al wat furono eretti nello stesso luogo dove i due fratelli persero la vita.
Nel 1957 la cripta del tempio fu razziata di buona parte delle immagini di Buddha e di altri oggetti di valore. I ladri furono scoperti e la refurtiva riconsegnata. Alcune di queste immagini, particolarmente preziose, sono attualmente conservate al Museo Chao Sam Phraya. Successivi scavi archeologici nella cripta hanno portato alla luce ulteriori e rare immagini di Buddha.

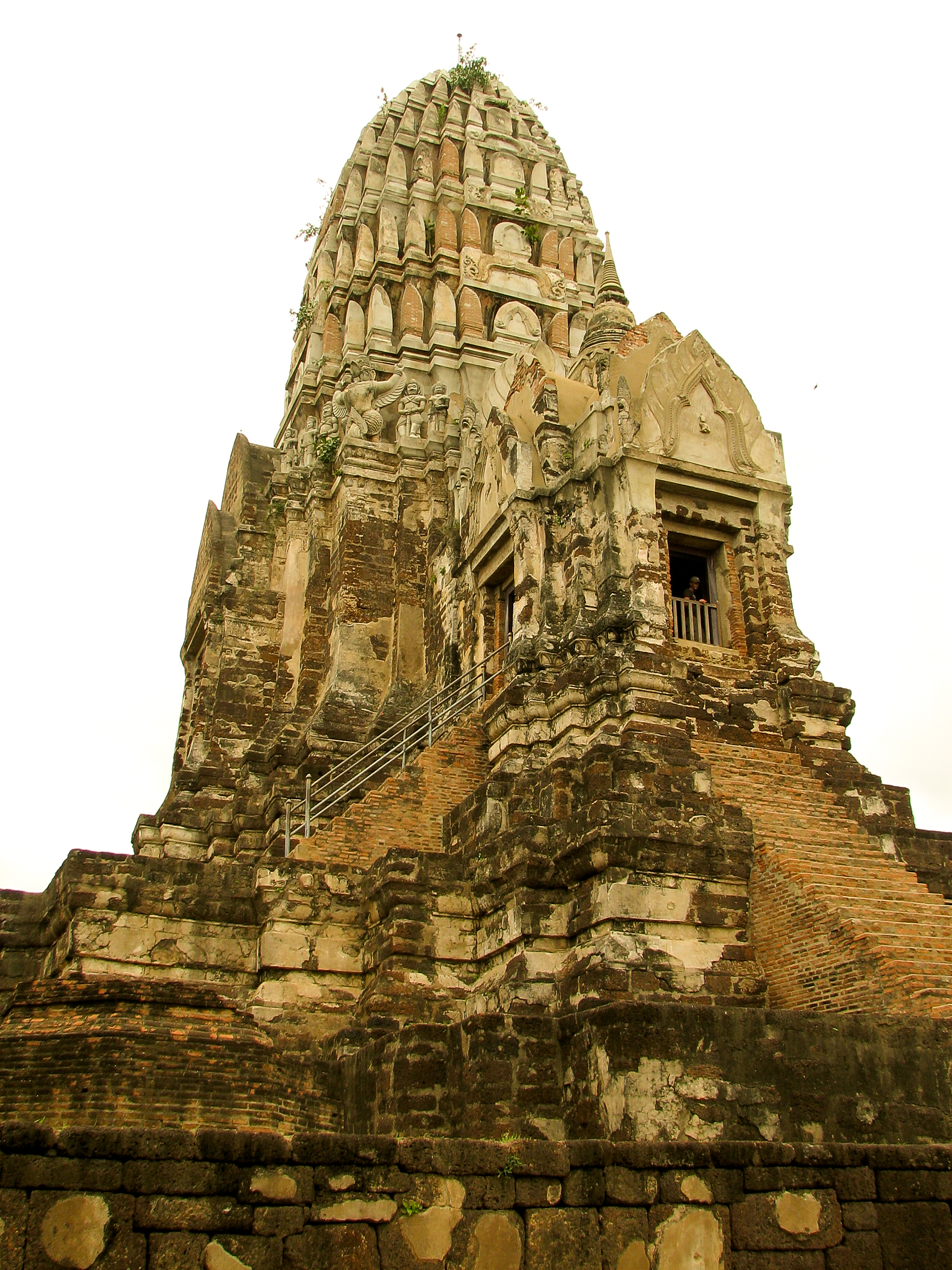
Prang centrale del wat

## Descrizione

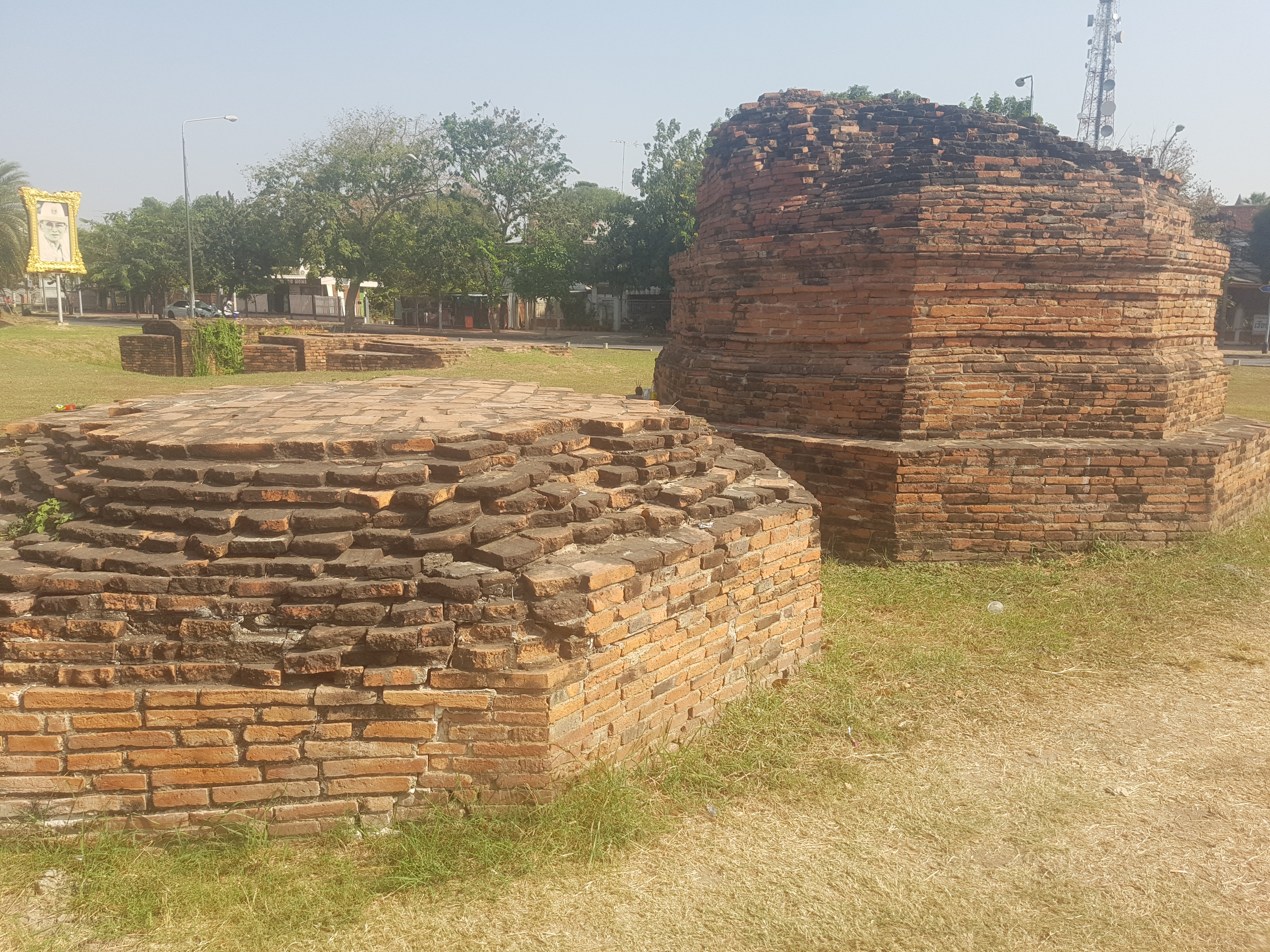
Rovine dei chedi Ai e Yi di fronte al wat

Il prang centrale del tempio ha subito importanti restauri. Tra le immagini presenti sullo stucco originale, vi sono quelle di un garuḍa che piomba su un nāga, di altre creature mitologiche e di fiori di loto. Quattro chedi singalesi sono stati costruiti attorno al prang centrale.
La cripta, accessibile da una ripida scala, ospita affreschi sbiaditi dal tempo che comprendono rari esempi dell'arte del primo periodo Ayutthaya. Nelle immagini di Buddha portate al Museo Chao Sam Phraya si riscontrano le influenze dell'arte Khmer e di Sukhothai.